# Leomelicharia nigrovittata
Leomelicharia nigrovittata är en insektsart som beskrevs av Frederick Arthur Godfrey Muir 1917. Leomelicharia nigrovittata ingår i släktet Leomelicharia och familjen Derbidae. Inga underarter finns listade i Catalogue of Life.